# 黒幕&愛人
黒幕&愛人（くろまくアンドあいじん）は、日本テレビ系「ウッチャンナンチャンのウリナリ!!」から誕生した男女ペアユニット。メンバーは内村光良扮する黒幕（黒田幕太郎〔くろだまくたろう〕）と、藤崎奈々子扮する愛人（愛田人子〔あいだじんこ〕）。

## 概要
当初は番組の黒幕と称して怪しいコメントをするだけだったが、ブランニュービスケッツの邪魔をするために、「東京LOVE」で映画『ナトゥ 踊る!ニンジャ伝説』の主題歌を乗っ取る事を公言、日夜努力をしていた。ブランニュービスケッツを分解するためにメンバーのハンを食事で誘うなど狡猾な面も披露している。
が、この2人のデュエットには一つ問題があった。愛人（藤崎）の歌唱力である。藤崎自身「歌が大の苦手」で音程、リズム感が全く取れなかったが、本人の努力もあって、「東京LOVE」を人前で披露するまでになった。その後、『ナトゥ踊るニンジャ伝説』の主題歌はブランニュービスケッツに決まり一人相撲を露呈した。
のちにやっとCDデビューが決まり、「東京LOVE」が発売される。同時にカラオケの映像も自ら出演し、商売上手ぶりも見せている。

## シングルCD・カセット
- 『東京LOVE』（2001年2月7日、ソニーレコード）
  - オリコンシングルチャート総合で初登場34位、演歌部門で初登場2位。プラネットシングルチャート総合で初登場43位。

  1. 東京LOVE[3:02]
作詞：黒田幕太郎／作曲：蘭一二三／編曲：竜崎孝路
  2. 東京LOVE (オリジナル・カラオケ)[3:02]

「東京LOVE」はCD発売前の2001年1月1日正午から、bitmusicで無料配信されていた。